# Napajedlo

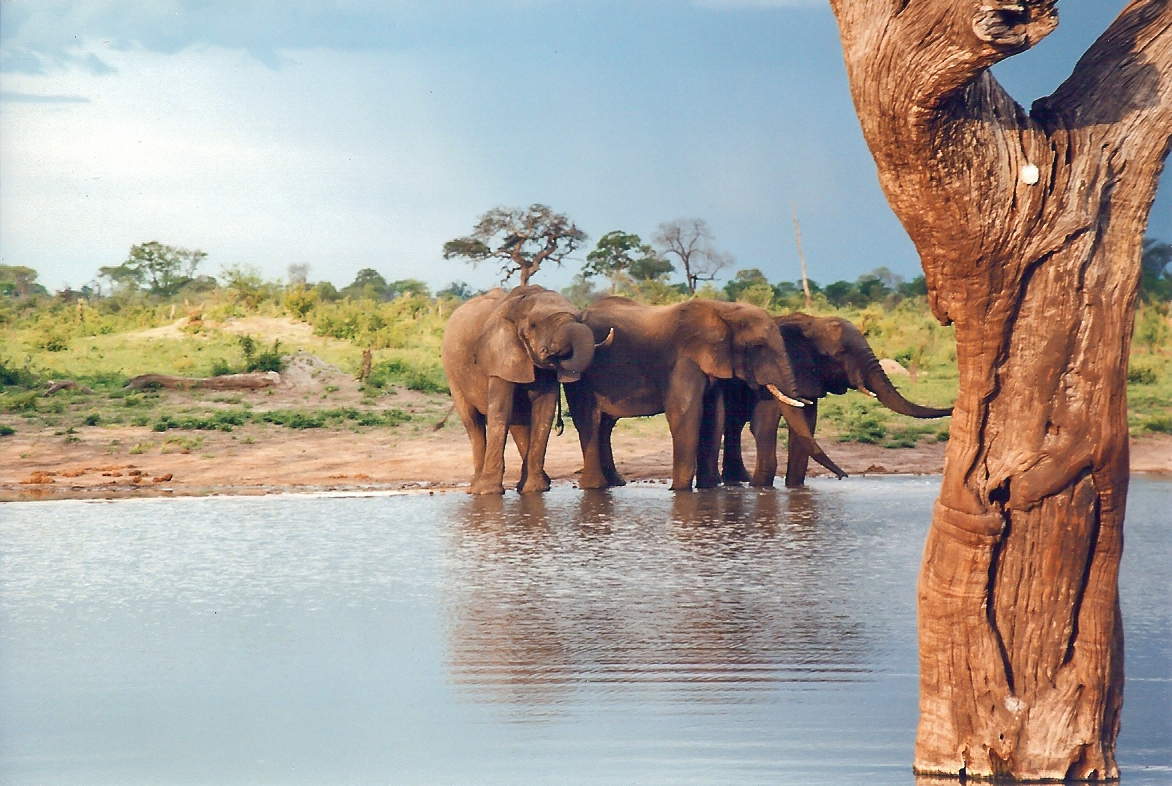
Napajedlo v Hwange National Park v Zimbabwe

Napajedlo je místo v přírodě kam se divoce žijící zvířata chodí napájet, tedy kam chodí doplňovat přirozený úbytek svých tělesných tekutin, jinými slovy, místo kam chodí zvířata pít vodu. Může se ale jednat i o pomůcku určenou pro domácnost – viz domácí ptačí napajedlo. Napajedla se běžně používají i při chovu hospodářských zvířat ve výbězích.

## Divoká zvířata ve volné přírodě
V našich středoevropských podmínkách se obvykle jedná o nějakou menší tůň na potoce nebo na malé říčce, kam má zvěř dobrý přístup. Malým ptákům stačí někdy i obyčejná kalužina. V pouštních a polopouštních aridních podmínkách mohou být napajedly prakticky všechny dostupné vodní toky a plochy, které v dané oblasti existují. V takovýchto podmínkách se pak stává, že k napajedlu chodí pít mnoho různých vyšších živočichů a to někdy i v relativně velkých počtech. Toho lze samozřejmě využít k pozorování zvířat, k jejich fotografování a filmování, případně i k lovu.

## Další napajedla
Ve starověkém Římě byla budována speciální napajedla pro napájení koní, která se podobala běžným fontánám.